# A Bigger Bang
A Bigger Bang – dwudziesty drugi album grupy The Rolling Stones.
Podczas trasy koncertowej A Bigger Bang Tour 25 lipca 2007 zespół wystąpił w Polsce. Grupa zagrała dwugodzinny koncert na warszawskim Służewcu.
Nagrania w Polsce uzyskały status złotej płyty.

## Lista utworów
1. „Rough Justice” – 3:13
2. „Let Me Down Slow” – 4:17
3. „It Won't Take Long” – 3:56
4. „Rain Fall Down” – 4:55
5. „Streets of Love” – 5:10
6. „Back of My Hand” – 3:33
7. „She Saw Me Coming” – 3:13
8. „Biggest Mistake” – 4:07
9. „This Place Is Empty” – 3:17
10. „Oh No, Not You Again” – 3:48
11. „Dangerous Beauty” – 3:48
12. „Laugh, I Nearly Died” – 4:55
13. „Sweet Neo Con” – 4:35
14. „Look What the Cat Dragged In” – 3:58
15. „Driving Too Fast” – 3:57
16. „Infamy” – 3:47